# Ricardo Roberto Barreto da Rocha
Ricardo Rocha (Recife, 11 de septiembre de 1962) es un exfutbolista brasileño que jugó en la demarcación de defensa central gran parte de su carrera deportiva aunque en sus inicios desempeñó la función de lateral derecho, iniciando su carrera en el Santo Amaro de Brasil. En 1991 fue fichado por el Real Madrid, desembarcando así en Europa, donde jugó dos temporadas hasta que, en 1993 fue traspasado al Santos.
Ricardo Rocha fue jugador internacional de la selección absoluta de Brasil, ganando la Copa del Mundo de Estados Unidos 1994 ejerciendo como uno de los capitanes, donde una lesión en el primer partido le impidió jugar el torneo.
Rocha se retiró finalmente del fútbol en activo en el año 1998.

## Clubes
| Club              | País      | Año       |
| ----------------- | --------- | --------- |
| Santo Amaro       | Brasil    | 1982      |
| Santa Cruz FC     | Brasil    | 1983-1984 |
| Guarani FC        | Brasil    | 1985-1988 |
| Sporting Clube    | Portugal  | 1988      |
| São Paulo FC      | Brasil    | 1989-1991 |
| Real Madrid       | España    | 1991-1993 |
| Santos FC         | Brasil    | 1993      |
| Vasco de Gama     | Brasil    | 1994-1995 |
| Olaria AC         | Brasil    | 1996      |
| Fluminense FC     | Brasil    | 1996      |
| Newell's Old Boys | Argentina | 1996-1997 |
| Flamengo          | Brasil    | 1998      |

## Selección nacional
Fue internacional con la selección de Brasil en 60 partidos y formó parte del equipo que se adjudicó el título en el Mundial de 1994 en Estados Unidos y del que participó en Italia'90.

### Participaciones en Copas del Mundo
| Mundial              | Sede           | Resultado        |
| -------------------- | -------------- | ---------------- |
| Copa Mundial de 1990 | Italia         | Octavos de final |
| Copa Mundial de 1994 | Estados Unidos | Campeón          |

### Participaciones en Copa América
| Copa              | Sede      | Resultado      |
| ----------------- | --------- | -------------- |
| Copa América 1987 | Argentina | Fase de grupos |
| Copa América 1991 | Chile     | Subcampeón     |

## Entrenador
Ha sido seleccionador nacional del equipo de Togo.

## Palmarés

### Como jugador

#### Torneos regionales
| Título                  | Club          | Estado         | Año  |
| ----------------------- | ------------- | -------------- | ---- |
| Campeonato Pernambucano | Santa Cruz FC | Pernambuco     | 1983 |
| Campeonato Paulista     | São Paulo FC  | São Paulo      | 1989 |
| Campeonato Paulista     | São Paulo FC  | São Paulo      | 1991 |
| Campeonato Carioca      | Vasco de Gama | Río de Janeiro | 1994 |

#### Torneos nacionales
| Título               | Equipo       | País   | Año     |
| -------------------- | ------------ | ------ | ------- |
| Campeonato Brasileño | São Paulo FC | Brasil | 1991    |
| Copa del Rey         | Real Madrid  | España | 1992-93 |

#### Torneos internacionales
| Título       | Equipo              | Sede           | Año  |
| ------------ | ------------------- | -------------- | ---- |
| Copa Mundial | Selección de Brasil | Estados Unidos | 1994 |